# Nuoto per salvamento ai Giochi mondiali 2022 - 200 m ostacoli maschile
La gara dei 200 m nuoto ostacoli maschile di nuoto per salvamento ai Giochi mondiali 2022 si è svolta il 10 luglio 2022 a Birmingham. Il programma non prevedeva turni preliminari ma solamente la finale.

## Risultati
| Pos | Atleta               | Nazione   | Tempo   |
| --- | -------------------- | --------- | ------- |
|     | Andreas Hansen       | Danimarca | 1:55.36 |
|     | Francesco Ippolito   | Italia    | 1:59.27 |
|     | Enzo Nardozza        | Italia    | 1:59.73 |
| 4   | Javier Perez Sanchez | Spagna    | 2:00.98 |
| 5   | Roberto Moreno Diaz  | Spagna    | 2:01.40 |
| 6   | Fabian Ende          | Germania  | 2:02.03 |
| 7   | Kevin Lasserre       | Francia   | 2:09.08 |
| 8   | Arne Moller          | Germania  | 2:09.13 |